# 869 a.C.
L'869 a.C. (DCCCLXIX a.C. in numeri romani) è un anno  del IX secolo a.C.

## Eventi
- Acab è re di Israele.